# Стракоци-Грасо
Стракоци-Грасо је насеље у Италији у округу Ређо ди Калабрија, региону Калабрија.
Према процени из 2011. у насељу је живело 99 становника. Насеље се налази на надморској висини од 127 м.